# Phyllanthus peninsularis
Phyllanthus peninsularis är en emblikaväxtart som beskrevs av Townshend Stith Brandegee. Phyllanthus peninsularis ingår i släktet Phyllanthus och familjen emblikaväxter.

## Underarter
Arten delas in i följande underarter:
- P. p. novogalicianus
- P. p. peninsularis